# Kett's Rebellion
Kett's Rebellion var ett uppror som ägde rum i England 1549. Upproret leddes av  Robert Kett. Det utlöstes av böndernas protester mot den pågående enclosurerörelsen. Den ledde till att upprorsmakarna intog staden Norwich, innan det slogs ned och ledde till flera avrättningar. 